# Archiprezbiterat Baeza
Archiprezbiterat Baeza – jeden z 15 archiprezbiteratów diecezji Jaén w Hiszpanii. 
Według stanu na lipiec 2016 w jego skład wchodziło 14 parafii. 

## Lista parafii
Źródło:
| Lp. | Miejscowość       | Parafia                                                     | Grafika | Kościół                                                             |
| --- | ----------------- | ----------------------------------------------------------- | ------- | ------------------------------------------------------------------- |
| 1   | Baeza             | Parafia Najświętszego Zbawiciela                            |         | Kościół Najświętszego Zbawiciela w Baeza                            |
| 2   | Baeza             | Parafia św. Pawła                                           |         | Kościół św. Pawła w Baeza                                           |
| 3   | Baeza             | Parafia Najświętszej Maryi Panny del Alcázar i św. Andrzeja |         | Kościół Najświętszej Maryi Panny del Alcázar i św. Andrzeja w Baeza |
| 4   | Begíjar           | Parafia św. Jakuba Apostoła                                 |         | Kościół św. Jakuba Apostoła w Begíjar                               |
| 5   | Campillo del Río  | Parafia Wniebowzięcia Najświętszej Maryi Panny              |         | Kościół Wniebowzięcia Najświętszej Maryi Panny w Campillo del Río   |
| 6   | Canena            | Parafia Niepokalanego Poczęcia Najświętszej Maryi Panny     |         | Kościół Niepokalanego Poczęcia Najświętszej Maryi Panny w Canena    |
| 7   | El Mármol         | Parafia Najświętszej Maryi Panny z la Paz                   |         | Kościół Najświętszej Maryi Panny z la Paz w El Mármol               |
| 8   | Guadalimar        | Parafia Najświętszej Maryi Panny del Pilar                  |         | Kościół Najświętszej Maryi Panny del Pilar w Guadalimar             |
| 9   | Ibros             | Parafia Świętych Apostołów Piotra i Pawła                   |         | Kościół Świętych Apostołów Piotra i Pawła w Ibros                   |
| 10  | La Yedra          | Parafia Najświętszego Chrystusa                             |         | Kościół Najświętszego Chrystusa w La Yedra                          |
| 11  | Lupión            | Parafia Wniebowzięcia Najświętszej Maryi Panny              |         | Kościół Wniebowzięcia Najświętszej Maryi Panny w Lupión             |
| 12  | Puente del Obispo | Parafia św. Teresy od Dzieciątka Jezus                      |         | Kościół św. Teresy od Dzieciątka Jezus w Puente del Obispo          |
| 13  | Rus               | Parafia Wniebowzięcia Najświętszej Maryi Panny              |         | Kościół Wniebowzięcia Najświętszej Maryi Panny w Rus                |
| 14  | Torreblascopedro  | Parafia św. Józefa                                          |         | Kościół św. Józefa w Torreblascopedro                               |